# Coppa di Libano 2021-2022
La Coppa di Libano è la 49ª edizione della manifestazione calcistica. È iniziata il 16 dicembre 2021 e si è conclusa l'11 giugno 2022.
Alla coppa hanno partecipato le 12 squadre partecipanti al campionato di Prima Divisione e le migliori quattro classificate del campionato di Seconda Divisione.

## Calendario
| Turno            | Data                | Partite | Squadre | Squadre entrate | Campionati entranti                               |
| ---------------- | ------------------- | ------- | ------- | --------------- | ------------------------------------------------- |
| Ottavi di finale | 16–18 dicembre 2021 | 8       | 16 → 8  | 16              | Prima Divisione 4 squadre della Seconda Divisione |
| Quarti di finale | 21–22 dicembre 2021 | 4       | 8 → 4   |                 |                                                   |
| Semifinali       | 26–27 febbraio 2022 | 2       | 4 → 2   |                 |                                                   |
| Finale           | 11 giugno 2022      | 1       | 2 → 1   |                 |                                                   |

## Partite
Fonte

### Ottavi di finale
| Squadra 1        | Risultato       | Squadra 2    |
| ---------------- | --------------- | ------------ |
| 16 dicembre 2021 |                 |              |
| Racing Beirut    | 1 - 0           | Tripoli      |
| Sagesse          | 0 - 0 (5-3 dtr) | Tripoli      |
| Shabab Bourj     | 1 - 0           | Safa         |
| 17 dicembre 2021 |                 |              |
| Tadamon Tiro     | 2 - 2 (6-7 dtr) | Nejmeh       |
| Akhaa Ahli Aley  | 0 - 3           | Al-Ahed      |
| Salam Zgharta    | 1 - 1 (9-8 dtr) | BFA Sporting |
| 18 dicembre 2021 |                 |              |
| Shabab Baalbek   | 2 - 2 (3-4 dtr) | Bourj        |
| Chabab Ghazieh   | 0 - 3           | Ansar        |

### Quarti di finale
| Squadra 1        | Risultato       | Squadra 2     |
| ---------------- | --------------- | ------------- |
| 21 dicembre 2021 |                 |               |
| Bourj            | 1 - 2           | Sagesse       |
| Al-Ahed          | 1 - 1 (2-4 dtr) | Nejmeh        |
| 22 dicembre 2021 |                 |               |
| Salam Zgharta    | 0 - 6           | Ansar         |
| Bourj            | 3 - 0           | Racing Beirut |

### Semifinali
| Squadra 1        | Risultato       | Squadra 2 |
| ---------------- | --------------- | --------- |
| 26 febbraio 2022 |                 |           |
| Nejmeh           | 1 - 0           | Sagesse   |
| 27 febbraio 2022 |                 |           |
| Ansar            | 0 - 0 (3-2 dtr) | Bourj     |

### Finale
| Squadra 1      | Risultato | Squadra 2 |
| -------------- | --------- | --------- |
| 11 giugno 2022 |           |           |
| Nejmeh         | 1 - 2     | Ansar     |